# مارك إليوت (كاتب بريطاني)
مارك إليوت (بالإنجليزية: Mark Elliott)‏ هو كاتب بريطاني، ولد في 1963.